# Alchemilla amardica
Alchemilla amardica é uma espécie de rosácea do gênero Alchemilla, pertencente à família Rosaceae.